# Anne Flindt Christiansen
Anne Flindt Christiansen Nørgaard (1. februar 1943 i Roskilde – 14. marts 2023 i Rungsted) var en dansk jurist og erhvervsleder, der blandt andet var administrerende direktør i Funktionær-Pension fra 1993 til 2001. 
Anne Flindt Christiansen var datter af journalist og forfatter Lise Nørgaard (1917 – 2023) og Mogens Flindt Nielsen (1914 – 1983) og tvillingesøster til tidligere stiftamtmand og statsforvaltningsdirektør Bente Flindt Sørensen (de). I sine yngre dage var hun og søsteren et af verdens bedste doublepar i badminton og vandt adskillige mesterskaber.
Hun blev student fra Roskilde Katedralskole og blev derefter som sin tvillingesøster cand.jur. fra Københavns Universitet. Hun kom som nyuddannet til Undervisningsministeriet, hvor hun efter nogen tid avancerede til kontorchef. Derpå fik hun job som afdelingsdirektør i pensionskassen PKA, hvor hun siden blev medlemsdirektør. I 1993 blev hun administrerende direktør i Funktionær-Pension, der senere blev en del af PFA Pension. Karrieren sluttede hun i Juristernes og Økonomernes Pensionskasse, hvor hun var fra 2001 til 2009.
Anne Flindt Christiansen boede ved sin død i Rungsted og blev bisat fra Rungsted Kirke.